# Szewczenkiwśke (rejon krzyworoski)
Szewczenkiwśke (ukr. Шевченківське, przed 2016 Ordżonikidze, ukr. Орджонікідзе) – wieś na Ukrainie, w obwodzie dniepropetrowskim, w rejonie krzyworoskim, w hromadzie Hłejuwatka. W 2001 liczyła 1140 mieszkańców, spośród których 996 wskazało jako ojczysty język ukraiński, 132 rosyjski, 1 mołdawski, 4 białoruski, a 7 inny.